# Diaphorocellus rufus
Diaphorocellus rufus là một loài nhện trong họ Palpimanidae. Loài này được phát hiện ở Tanzania.